# Edmund Muskie
Edmund Sixtus "Ed" Muskie (Rumford, Maine, 28 maart 1914 – Washington D.C., 26 maart 1996) was een Amerikaans Democratisch politicus uit Maine met een Poolse achtergrond. Zijn vader Stepan veranderde hun achternaam Marciszewski in het voor Amerikanen makkelijkere Muskie.
Van 1955 tot en met 1959 was Ed Muskie gouverneur van de staat Maine. Van 1959 tot en met 1980 was hij senator voor Maine. In 1968 was hij kandidaat voor het vicepresidentschap in de verkiezingscampagne van Hubert Humphrey. De verkiezingen werden echter gewonnen door de Republikeinse kandidaat Richard Nixon. Van 8 mei 1980 tot 20 januari 1981 was hij minister van Buitenlandse Zaken in het kabinet van Jimmy Carter.

## Levensloop
Muskie studeerde in 1936 af aan Bates College in Lewiston, Maine en in 1939 behaalde hij een graad in de rechten aan Cornell-universiteit. Tijdens de Tweede Wereldoorlog diende hij als luitenant bij de Amerikaanse marine. Na de oorlog opende hij een eigen advocatenpraktijk en trouwde met Jane Gray.
Na de oorlog begon Muskie ook te helpen bij de opbouw van de Democratische Partij in de staat Maine. Deze was daar zwak vertegenwoordigd. In 1947 deed hij een – niet-succesvolle – gooi naar het burgemeesterschap van de stad Waterville. Hij was wel lid van het Huis van Afgevaardigden van de staat Maine. In 1954 werd hij gekozen tot gouverneur van dezelfde staat en 1958 versloeg hij de zittende Republikeinse senator Frederick G. Payne.
In de Senaat was hij een van de eersten die opkwam voor een schoner milieu en tegen natuurvervuiling. In 1968 werd hij de Democratische kandidaat voor het vicepresidentschap naast presidentskandidaat (en zittend vicepresident) Hubert Humphrey. De verkiezingen werden echter nipt verloren van de Republikeinse kandidaat Richard Nixon. In de jaren daarna groeide Muskie wel uit tot een van de meest prominente Democraten van het land.
Hij stelde zich kandidaat voor de presidentsverkiezingen van 1972. De eerste Democratische voorverkiezingen in Iowa verloor hij van George McGovern. Daardoor kwam de klad in zijn campagne, hoewel hij nog wel met een klein verschil de verkiezingen in New Hampshire won. Een krant in New England, de Manchester Union, publiceerde een brief waarin werd geclaimd dat hij denigrerende opmerkingen maakte over Frans-Canadezen in die stad. Dezelfde krant publiceerde een artikel waarin zijn vrouw Jane ervan werd beschuldigd aan de drank te zijn. Muskie hield een emotionele verdediging net buiten het kantoor van de krant. Door gesmolten sneeuwvlokken leek het alsof hij huilde. Dat was vernietigend voor zijn imago van kalm en redelijk persoon. Nixons campagnecomité maakte een einde aan Muskies kandidatuur met de slogan: "Als u niet op Muskie stemt gaat hij huilen."
Bij de onderzoeken tijdens het Watergateschandaal kwam naar buiten dat het campagnecomité van Nixon verschillende "vuile trucs" had uitgehaald richting zijn sterkste Democratische tegenstanders. Zo maakte de FBI bekend dat de brief aan de Manchester Union was verzonnen en geschreven door enkele specifiek geronselde leden van Nixons campagneteam.
Muskie keerde terug in de Senaat. In 1980 werd hij door president Jimmy Carter gevraagd als minister van Buitenlandse Zaken. Hij volgde Cyrus Vance op, nadat een geheime missie was mislukt om de Amerikaanse gijzelaars uit de VS-ambassade in Teheran, Iran te bevrijden. 
Er was in de zomer een korte – wilde – campagne van aanhangers van Muskie voor zijn presidentschap als alternatief voor Carter. In sommige peilingen kwam naar voren dat Muskie een betere kans had om de Republikeinse kandidaat Ronald Reagan te verslaan. Tijdens zijn ministerschap probeerde Muskie de gijzelaars naar huis te krijgen via de diplomatieke weg. Net nadat Carter was teruggetreden als president liet Iran de gijzelaars gaan. Op 16 januari 1981 ontving Muskie de Presidential Medal of Freedom.
Na zijn ministerschap werkte Muskie nog enige jaren als advocaat. In 1996 overleed hij door hartfalen in zijn woonplaats Washington D.C., twee dagen voor zijn 82e verjaardag.
Jefferson ·
Randolph ·
Pickering ·
Marshall ·
Madison ·
Smith ·
Monroe ·
Adams ·
Clay ·
Van Buren ·
Livingston ·
McLane ·
Forsyth ·
Webster ·
Upshur ·
Calhoun ·
Buchanan ·
Clayton ·
Webster ·
Everett ·
Marcy ·
Cass ·
Black ·
Seward ·
Washburne ·
Fish ·
Evarts ·
Blaine ·
Frelinghuysen ·
Bayard ·
Blaine ·
Foster ·
Gresham ·
Olney ·
Sherman ·
Day ·
Hay ·
Root ·
Bacon ·
Knox ·
Bryan ·
Lansing ·
Colby ·
Hughes ·
Kellogg ·
Stimson ·
Hull ·
Stettinius ·
Byrnes ·
Marshall ·
Acheson ·
Dulles ·
Herter ·
Rusk ·
Rogers ·
Kissinger ·
Vance ·
Muskie ·
Haig ·
Shultz ·
Baker ·
Eagleburger ·
Christopher ·
Albright ·
Powell ·
Rice ·
Clinton ·
Kerry ·
Tillerson ·
Pompeo ·
Blinken
- Bibsys: 90541092
- Bibliothèque nationale de France: cb123392291 (data)
- CiNii: DA02229192
- Gemeinsame Normdatei: 172268966
- International Standard Name Identifier: 0000 0001 1082 0879
- Library of Congress Control Number: n79118912
- National Archives and Records Administration: 10581724
- Bibliotheek van het Japanse parlement: 01182595
- Nationale Bibliotheek van Israël: 987007578887605171
- Nationale Bibliotheek van Polen: a0000002363503
- Nederlandse Thesaurus van Auteursnamen: 067622852
- SNAC: w6bc417s
- Système universitaire de documentation: 083002219
- Biographical Directory of the United States Congress: M001121
- Virtual International Authority File: 109563714
- WorldCat: E39PBJgxrT3TXQBPMFBcqVdG73